# Obafemi Awolowo
Obafemi Awolowo   (Ikenne, 6 de març de 1909 - Ikenne, 9 de maig de 1987) va ser un polític i líder nigerià, d'ètnia ioruba i nadiu d'Ikenne a l'Estat d'Ogun, a Nigèria.

## Primeres activitats
Obafemi va començar les seves activitats com a líder a la política regional igual que molts altres líders contemporanis independentistes. Va fundar nombroses organitzacions, incloses Egbe Omo Oduduwa, el Congrés de Sindicats de Nigèria i el partit polític Action Group. Va ser un periodista actiu i un sindicalista quan jove, va editar The Nigerian Worker entre altres publicacions mentre va contribuir en l'organització del Sindicat Nigerià de Productors i va ser secretari del Sindicat Nigerià del Transport Automotor. Després de graduar-se com a batxiller en comerç a Nigèria, va viatjar a Londres per estudiar lleis. Des de 1952 fins a 1960 va ser el primer Primer Ministre natiu de la Regió Occidental de Nigèria segons el sistema parlamentari de Nigèria, i va ser el líder de l'oposició oficial al parlament federal durant el govern de Balewa entre 1960 a 1963.

## Política
El cap Awolowo com a líder polític va considerar que l'Estat havia de canalitzar els recursos de Nigèria cap a l'educació i el desenvolupament d'infraestructura mitjançant obres públiques. Enmig de polèmiques i amb una inversió considerable, va establir l'educació primària per a totes les persones a la regió occidental, va fundar el servei de televisió i va estendre els projectes d'electrificació usant ingressos de la lucrativa indústria d'exportació de cacau. Encara que les seves idees d'esquerra van ser molt populars entre els ioruba de l'oest, no va ocórrer el mateix en el nord musulmà, on tenia majoria el Northern Peoples Congress (NPC), que alguns nigerians consideraven massa lligat al govern británic.

### Crisi a Nigèria Occidental
Abans de la independència, els líders prominents del Action Group van acordar que Obafemi Awolowo encapçalaria l'oposició al parlament federal, mentre que Samuel Ladoke Akintola seria el cap de govern de la regió occidental. Seriosos desacords entre Awolowo i Akintola van ser provocats per la decisió d'aquest últim de fundar un nou partit i aliar-se amb el govern federal encapçalat per Tafawa Balewa, cap del NPC. Awolowo va ser arrestat el 1964 acusat de conspiració, a causa de les seves properes relacions amb Kwame Nkrumah, cap d'estat de Ghana.
Una crisi constitucional es va iniciar quan després de les eleccions de 1965, Awolowo va demandar la renúncia de Akintola per considerar que la coalició per ell concertada havia estat derrotada. L'estat d'emergència va ser decretat i imposat el govern de la coalició, mitjançant el que aquesta va considerar un frau electoral.

### Cop militar de 1966
Durant el cop d'estat militar del 15 de gener de 1966, Awolowo va ser empresonat i Akintola assassinat; la majoria dels colpistes eren del sud i moltes de les víctimes eren del nord (com el primer ministre federal Tafawa Balewa o el primer ministre del Nord Ahmadu Bello); l'exèrcit va romandre en majoria lleial al govern i va imposar com a cap d'estat al seu comandant en cap, el general Johnson Thomas Umunanke Aguiyi-Ironsi, sota el que es va suprimir l'autonomia de la regió occidental; Ironsi era igbo com molts dels que van formar part del seu govern i els del nord van sospitar que tots els esdeveniments eren part d'un complot ibo (igbo) per dominar Nigèria i van iniciar els atacs contra els igbos que residien a la regió del Nord, forçant la sortida d'uns cent mil refugiats.
El 29 de juliol de 1966 després d'un nou cop militar es va concedir amnistia a Awolono; quan els igbos van proclamar la república de Biafra el 1967, Awolowo va actuar com a mediador visitant les casernes dels igbo a l'orient del país. Després del fracàs de les negociacions, Awolono va ser convidat a participar en el govern central com a ministre de Finances.
El 1968 va esclatar a la regió occidental la revolta camperola coneguda com a Agbekoya, en la qual s'exigien reduccions d'impostos i millors preus per als productors de cacau. Els camperols van atacar tots els simpatitzants d'Akintola en una acció que es coneix a Nigèria com "wetie".

### Últims anys
El 1979, Awolowo va fundar el Partit de la Unitat, successor del Action Group. Es va presentar com a candidat d'aquest partit en les eleccions presidencials, que va perdre contra Alhaji Shehu Shagari per prop de 400.000 vots. El 1983 va tornar a competir sense èxit amb Shagari en una elecció que va denunciar com a fraudulenta.

## Llegat
Awolowo és recordat per haver construït el primer estadi d'Àfrica occidental, la primera estació de televisió d'Àfrica i per haver generalitzat l'educació primària a la regió occidental de Nigèria.
Va ser molt respectat per Kwame Nkrumah i per molts polítics d'occident que continuen invocant el seu nom, així com el lema del Action Group: Vida Més Abundant. Awolono va ser autor de diverses publicacions sobre l'estructura política i les perspectives de Nigèria com ara a Camí de Nigèria a la Llibertat i Comentaris a la Constitució nigeriana.
La Universitat de Ife, a Ife, Nigèria, va ser rebatejada en el seu honor, com a Universitat Obafemi Awolowo. El seu retrat apareix en els bitllets de cent naira.